# Станко Бурић
Станко Бурић (Загреда, код Даниловграда, 1920 — Врелo, 29. март 1943) био је учесник Народноослободилачке борбе и народни херој Југославије.

## Биографија
Рођен је 1920. године у Загреди, код Даниловграда, у сиромашној земљорадничкој породици. Пре рата је завршио Технички факултет у Београду. Револуционарном омладинском покрету прикључио се 1936. године. Још као матурант у пећкој гимназији руководио је скојевском организацијом у граду, и у селу Витомирици.
Окупација Југославије 1941. затекла га је у Црној Гори. Активно је учествовао у Тринаестојулском устанку, а затим у многим борбама које су водиле црногорске јединице до повлачења у Босну.
У једној борби 1942. године био је рањен. После тога је извесно време радио при Врховном штабу НОВЈ, а касније је упућен на терен Косова и Метохије. Стигао је са још неизлеченим ранама које је задобио у Босни. Доласком на Космет постао је члан Бироа Окружног комитета КПЈ и на тој дужности остао до своје смрти. Под изванредно тешким околностима, Станко је много радио и допринео јачању партиских организација, омасовљавању Народноослободилачког покрета те стварању и јачању партизанских оружаних јединица на Косову и Метохији.
Приликом одржавања једног партијског састанка у Врелима на Косову, наишао је на заседу од 20 фашиста. Имао је пушкомитраљез и прихватио је борбу. Пошто је био скоро сам (пратио га је само један члан КПЈ) није могао да се избори против фашиста који су га били опколили. Борба је потрајала дуго у ноћ. Тек кад је свануло, непријатељски војници су му пришли и видели да је погинуо. Поред њега је лежало и неколико непријатељских војника.
Указом председника Федеративне Народне Републике Југославије Јосипа Броза Тита, 7. јула 1953. године, проглашен је за народног хероја.